# 13 شوال
- السبت
- الأحد
- الاثنين
- الثلاثاء
- الأربعاء
- الخميس
- الجمعة

- 2514 مارس 2026
- 2615 مارس 2026
- 2716 مارس 2026
- 2817 مارس 2026
- 2918 مارس 2026
- 3019 مارس 2026
- 120 مارس 2026
- 221 مارس 2026
- 322 مارس 2026
- 423 مارس 2026
- 524 مارس 2026
- 625 مارس 2026
- 726 مارس 2026
- 827 مارس 2026
- 928 مارس 2026
- 1029 مارس 2026
- 1130 مارس 2026
- 1231 مارس 2026
- 131 أبريل 2026
- 142 أبريل 2026
- 153 أبريل 2026
- 164 أبريل 2026
- 175 أبريل 2026
- 186 أبريل 2026
- 197 أبريل 2026
- 208 أبريل 2026
- 219 أبريل 2026
- 2210 أبريل 2026
- 2311 أبريل 2026
- 2412 أبريل 2026
- 2513 أبريل 2026
- 2614 أبريل 2026
- 2715 أبريل 2026
- 2816 أبريل 2026
- 2917 أبريل 2026

13 شوَّال أو 13 شوَّال المُکَرَّم أو 13 شوَّال المكرَّمة أو يوم 13 \ 10 (اليوم الثالث عشر من الشهر العاشر) هو اليوم التاسع والسبعون بعد المائتين (279) من أيَّام السنة (أو الثمانون بعد المائتين لو كان شهر شعبان مُتممًا لليوم الثلاثين أو الحادي والثمانون بعد المائتين لو أتم كلًا من صفر وربيع الآخر وجمادى الآخرة وشعبان ثلاثين يومًا) وفق التقويم الهجري القمري (العربي). يبقى بعده 75 أو 76 يومًا لانتهاء السنة.

## أحداث
- 1213هـ - الجيش الفرنسي بقيادة نابليون بونابرت يحاصر مدينة عكا.
- 1279هـ - السلطان العثماني عبد العزيز الأول يقوم بزيارة لمصر، وتعدّ هذه الزيارة هي الثانية لسلاطين الدولة العثمانية لمصر؛ إذ كانت الأولى في عهد السلطان سليم عند فتح مصر، أي قبل 345 عامًا.
- 1361هـ - اندلاع أولى مواجهات معركة العلمين بين القوات ألمانية والإيطالية بقيادة إرفين رومل وبين القوات البريطانية بقيادة برنارد مونتغمري وذلك أثناء الحرب العالمية الثانية.
- 1381هـ - وقف إطلاق النار في الجزائر بعد التوقيع على اتفاقيات إيفيان
- 1382هـ - حزب البعث العربي الاشتراكي يقوم بانقلاب على الحكومة السورية فيما يعرف باسم ثورة الثامن من آذار ويتولى السلطة في سوريا، ويكلف صلاح البيطار بتشكيل الوزارة الجديدة، بعدما أصبح أمين الحافظ رئيسًا للبلاد.
- 1387هـ - اندلاع حرب أهلية دامية في عدن ومعظم أنحاء جمهورية اليمن الديمقراطية الشعبية بين الجناحين الرئيسيين في الحزب الاشتراكي اليمني.
- 1388هـ - الرئيس الفرنسي شارل ديغول يعلن الحظر الكامل على تسليم أسلحة فرنسية إلى إسرائيل.
- 1391هـ - القوات الجوية الهندية تشنّ ضربات مركزة على المطارات الباكستانية، تؤدي إلى تدمير معظمها خلال يومين من القصف، أثناء الحرب بين البلدين عقب المساندة الهندية لانفصال بنغلاديش عن باكستان.
- 1399هـ - عقد لقاء قمة بين الرئيس المصري محمد أنور السادات ورئيس وزراء إسرائيل مناحم بيجن في القاهرة.
- 1409هـ - مجلس اللوردات البريطاني يصدر حكمًا بالإجماع بأحقية عائلة «الفايد» المصرية في ملكية محلات هارودز الشهيرة في لندن، وكانت قد نشبت أزمة بين «محمد الفايد» والعائلة الملكية في بريطانيا، قرر خلالها قطع علاقاته بالعائلة، ومنع بعض أعضائها من دخول محلاته.
- 1435هـ -
  - محكمة القضاء الإداري المصرية تحكم بحل حزب الحرية والعدالة الذراع السياسي لجماعة الإخوان المسلمين في مصر.
  - مقتل 15 جنديًا يمنيًا في مجزرة الحوطة بعد اختطافهم من قبل عناصر من تنظيم القاعدة في محافظة حضرموت.
- 1442هـ - انقلاب عسكري في مالي هو الثالث خلال العشر سنوات الأخيرة، ووضع الرئيس باه نداو ورئيس الوزراء قيد الإقامة الجبرية، ثم إطلاق سراحهما لاحقًا.
- 1443هـ - المجلس الأعلى للاتحاد ينتخب حاكم أبو ظبي الشيخ محمد بن زايد آل نهيان رئيسًا لدولة الإمارات العربية المتحدة خلفًا للشيخ خليفة بن زايد آل نهيان الذي توفي عن عمر ناهز 73 عامًا.
- 1445هـ - منتخب المغرب يُتوَّج للمرة الثالثة على التوالي بكأس إفريقيا لكرة القدم داخل الصالات.

## مواليد
- 194هـ - محمد بن إسماعيل البخاري، إمام مسلم وجامع للحديث النبوي.
- 911هـ - زين الدين بن علي الجبعي العاملي، فقيه ومرجع شيعي.
- 1277هـ - إدموند ألنبي، جنرال بريطاني.
- 1306هـ - البشير الإبراهيمي، عالم مسلم جزائري.
- 1383هـ - سلوى خطاب، ممثلة مصرية.
- 1391هـ -
  - خالد أمين، ممثل كويتي.
  - تولاي هارون، ممثلة سورية.
- 1399هـ - لمياء طارق، ممثلة مصرية تعيش في الكويت.
- 1401هـ - وفاء مكي، ممثلة بحرينية.
- 1406هـ - عادل حمود، لاعب كرة قدم كويتي.
- 1408هـ - معاذ الكساسبة، طيار أردني.

## وفيات
- 598هـ - محمد بن منصور الحلي، فقيه ومحدث شيعي.
- 617هـ - علاء الدين محمد الخوارزمي، سلطان خوارزم.
- 1016هـ - محب الدين الحموي، عالم مسلم شامي.
- 1325هـ - حسني باقي زاده، سياسي وكاتب سوري عثماني.
- 1380هـ - حسين البروجردي، مرجع شيعي إيراني.
- 1401هـ - صلاح عبد الصبور، شاعر مصري.
- 1419هـ - فواز عيد، شاعر فلسطيني.
- 1428هـ - عازار حبيب، مغني لبناني.
- 1434هـ - مساعد بن عبد العزيز آل سعود، أمير سعودي.

## وصلات خارجية
- موقع قصة الإسلام: حدث في شهر شوَّال.